# 토니 버턴
토니 버턴(Tony Burton, 1937년 3월 23일 ~ 2016년 2월 25일)은 미국의 배우, 권투 선수이다.

## 출연 작품
- 핵! (2007)
- 록키 발보아 (2006)
- 쉐이드 (2003)
- 녹아웃 (2000)
- 플립핑 (1997)
- 미 앤더 갓 (1997)
- 머신 건 블루스 (1996)
- 프라이빗 옵세션 (1995)
- 사이버 추적자 2 (1995)
- 쇼틀랜드 스트리트 (1992)
- 무적자 (1992)
- 하우스 파티 2 (1991)
- 후크 (1991)
- 청춘 보고서 (1990, Side Out)
- 록키 5 (1990)
- 말괄량이 미네르바 (1987)
- 불타는 태양 (1986, Oceans of Fire)
- 무장과 위험 (1986)
- 록키 4 (1985)
- 록키 3 (1982)
- 쾌걸 매버릭 (1981)
- 스턴트맨 (1981)
- 인사이드 무브 (1980)
- 헌터 (1980)
- 샤이닝 (1980)
- 록키 2 (1979)
- 영웅들 (1977)
- 도시의 밤 (1976)
- 분노의 13번가 (1976)
- 록키 (1976)
- 블랙 대부 (1974)